# Botkyrka (Gemeinde)
Koordinaten: 59° 12′ N, 17° 49′ O

Botkyrka ist eine Gemeinde (schwedisch kommun) in der schwedischen Provinz Stockholms län und der historischen Provinz Södermanland. Der Hauptort der Gemeinde ist Tumba.

## Wirtschaft
In Botkyrka sind etwa 4.000 Unternehmen mit ungefähr 20.000 Arbeitsplätzen tätig. Der größte Arbeitgeber mit circa 5.800 Beschäftigten ist die Gemeinde selbst. Die Arbeitslosigkeitsquote wird mit 4,6 % angegeben.
Von den 30.700 Wohneinheiten in der Kommune sind etwa 20.000 Etagenwohnungen und 10.700 Einfamilienhäuser.

## Politik
Politisch ist die Gemeinde sozialdemokratisch dominiert. Es gibt eine lokale Partei, die Botkyrkapartiet.

## Sehenswürdigkeiten

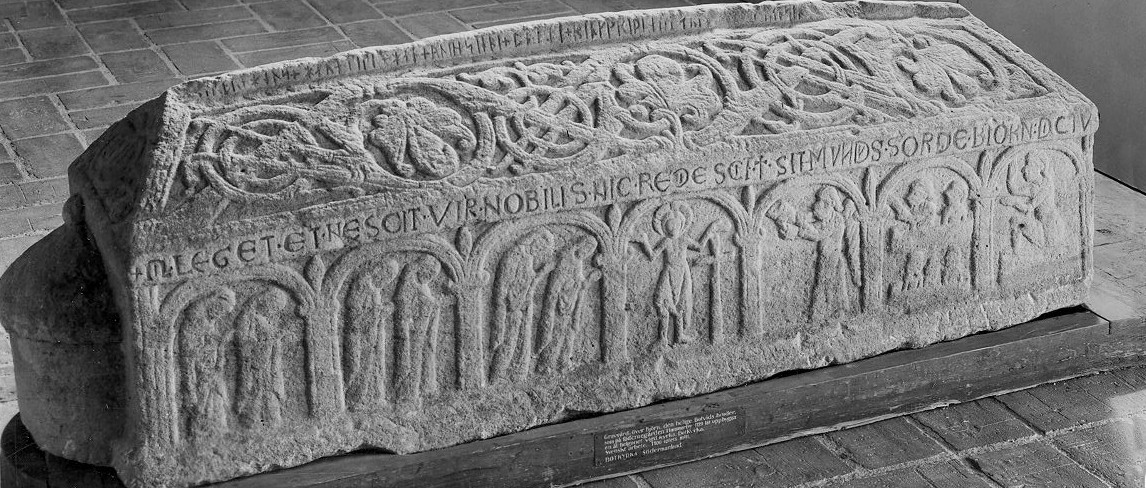
Reliefstein an der Botkyrka kyrka

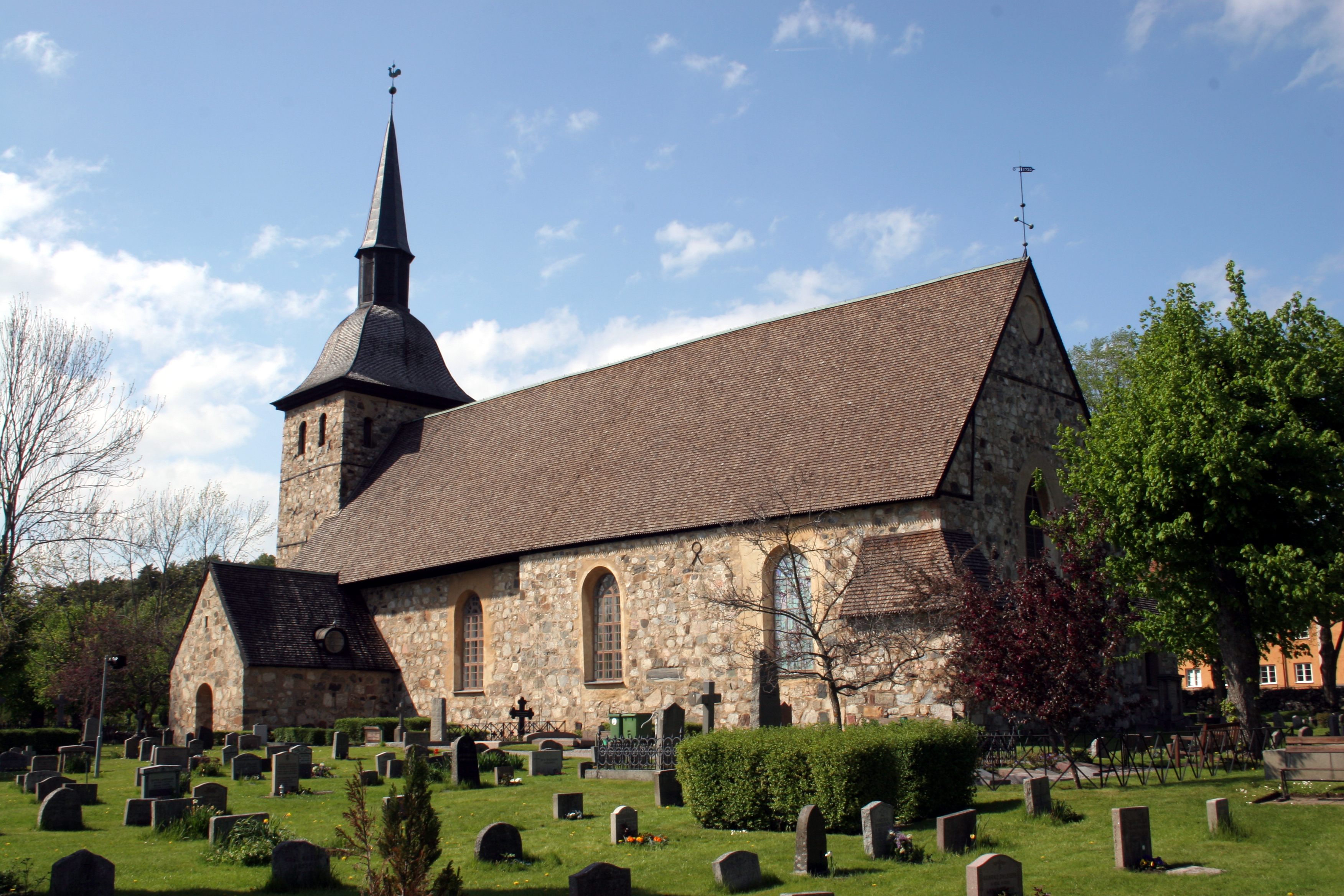
Botkyrka kyrka.

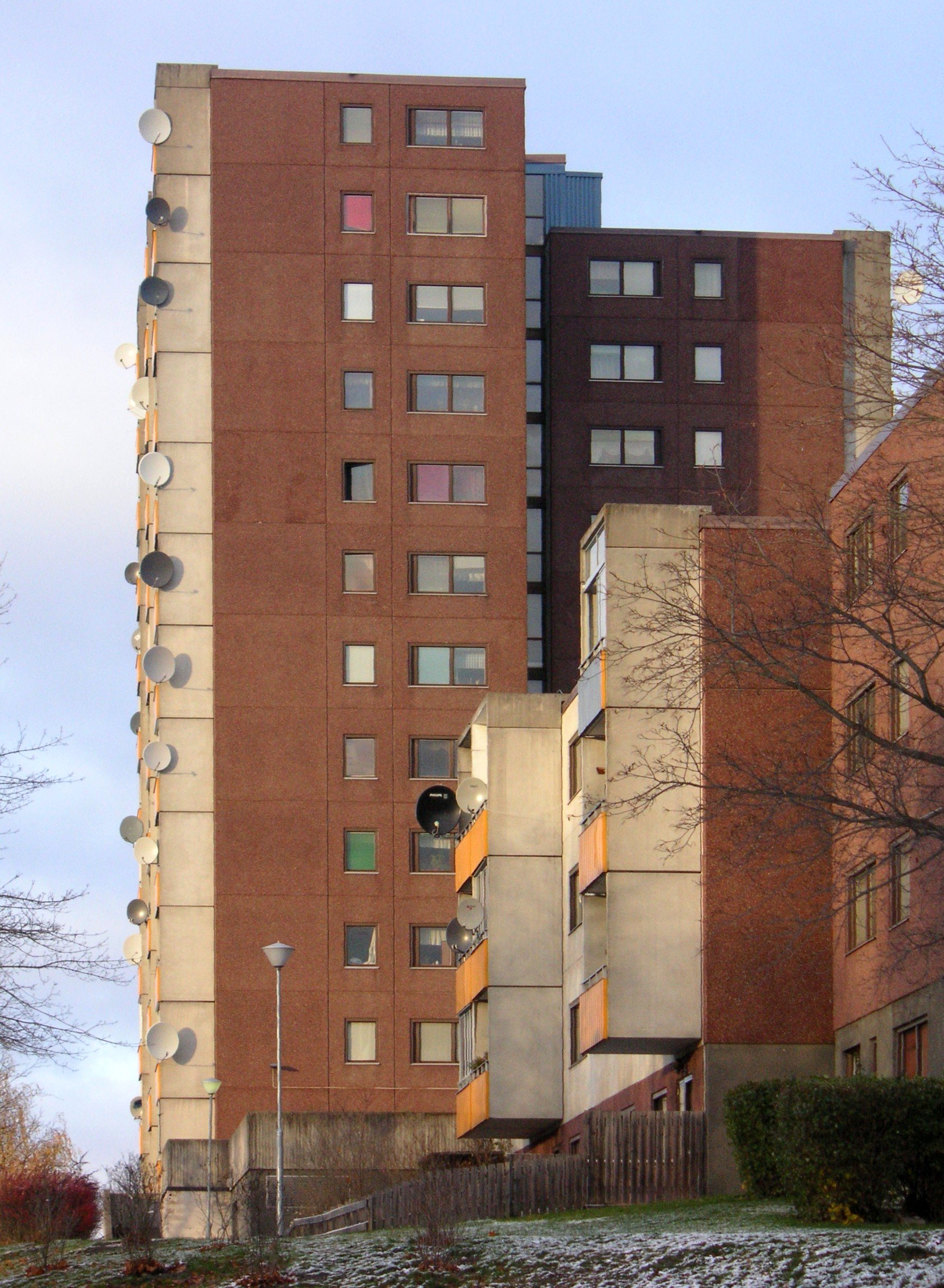
Plattenbau in Fittja.

Zu den Sehenswürdigkeiten der Gemeinde zählen zum Beispiel die Kirche (Botkyrka kyrka) aus dem Jahre 1176 mit einem um das Jahr 1525 geschaffenen Flügelaltar und das Schloss Sturehov.
Die 1971 entdeckte Felsritzung von Slagsta ist die größte bronzezeitliche Felsritzung in Stockholms län.

## Größere Orte
- Fittja
- Alby
- Hallunda
- Norsborg
- Eriksberg
- Tumba
- Tullinge
- Vårsta

## Partnerstädte
Die Partnerstädte/-gemeinden von Botkyrka sind:
- Alytus in Litauen
- Brøndby Kommune in Dänemark
- Stange in Norwegen

## Persönlichkeiten
- Daniel Carlsson (* 1976), Schwimmer